# Arash (navn)
Arash er et navn, der i Danmark er godkendt som drengenavn.
Navnet bruges som kunstnernavn af den svensk-iranske sanger Arash Labaf.